# Robert von Greim
Robert Ritter von Greim (ur. jako Robert Greim 22 czerwca 1892 w Bayreuth, zm. 24 maja 1945 w Salzburgu) – niemiecki wojskowy, as myśliwski, ostatni dowódca hitlerowskiej Luftwaffe i ostatni feldmarszałek w historii Niemiec, żołnierz obu wojen światowych.

## Życiorys
Był synem bawarskiego kapitana policji. Przed I wojną światową był kadetem służącym w artylerii, przeniesionym następnie do lotnictwa (Fliegtruppe) w 1915 r. Na początku latał na samolotach dwuosobowych, wstępując do Jasta 34. Dowodzony był przez słynnego niemieckiego lotnika Manfreda von Richthofena. Latał na starszych Albatrosach oraz Pfalzach. W czerwcu 1918 stoczył walkę, w wyniku której stracił osłonę górnego skrzydła, ale udało mu się wylądować. Wojnę zakończył z liczbą 28 zestrzeleń i odznaczeniami Pour le Mérite oraz Bawarskim Orderem Maksa-Józefa. Ten drugi dawał mu tytuł szlachecki Ritter oraz pozwalał na używanie w nazwisku partykuły „von”.
W 1933 r. został zaproszony przez Hermanna Göringa do pomocy przy budowie Niemieckich Sił Powietrznych. Został wtedy mianowany dowódcą szkoły pilotów myśliwskich otworzonej potajemnie w 1933 r. w Związku Radzieckim (zgodnie z ustaleniami traktatu wersalskiego Niemcy nie mogły mieć sił powietrznych).
W 1938 r. został szefem wydziału badań nad nowymi technologiami w lotnictwie, pracującego dla Luftwaffe. Po rozpoczęciu II wojny światowej brał udział w bitwie o Anglię, za co został odznaczony przez Hitlera Krzyżem Rycerskim Krzyża Żelaznego z Liśćmi Dębu i Mieczami.
Kiedy Armia Czerwona dotarła do Berlina, a III Rzesza chyliła się ku upadkowi, generał pułkownik (Generaloberst) Greim przyleciał do atakowanego Berlina wraz ze swoją przyjaciółką – kobiecym asem myśliwskim Hanną Reitsch, z misją ewakuowania Hitlera. Hitler odrzucił tę ostatnią deskę ratunku, ale promował Greima do stopnia feldmarszałka (niem. Generalfeldmarschall) i mianował go dowódcą Luftwaffe w miejsce skompromitowanego Göringa, który w ostatnich dniach popadł w niełaskę dyktatora. Greim był więc zarówno ostatnim feldmarszałkiem mianowanym przez Hitlera, jak i ostatnim dowódcą Luftwaffe.
Raniony podczas lądowania, Greim nadal mógł opuścić Berlin. 8 maja 1945 dostał się do niewoli amerykańskiej. Popełnił samobójstwo 24 maja 1945 w więzieniu w austriackim Salzburgu. Jego ostatnie słowa przed zażyciem cyjanku potasu brzmiały: „Jestem dowódcą Luftwaffe, ale nie mam Luftwaffe”. Jego grób znajduje się na cmentarzu komunalnym w Salzburgu.

## Odznaczenia
- Pour le Mérite – 8 października 1918[a]
- Krzyż Rycerski Krzyża Żelaznego z Liśćmi Dębu i Mieczami
  - Krzyż Rycerski – 24 czerwca 1940
  - Liście Dębu (nr 216) – 2 kwietnia 1943
  - Miecze (nr 92) – 27 sierpnia 1944
- Krzyż Honorowy dla Walczących na Froncie
- Królewski Order Rodu Hohenzollernów
- bawarski Order Wojskowy Maksymiliana Józefa – 23 października 1918
- bawarski Order Zasługi Wojskowej IV Klasy
- Krzyż Żelazny (1914) I Klasy z okuciem ponownego nadania 1939
- Krzyż Żelazny (1914) II Klasy z okuciem ponownego nadania 1939